# Francisco Juan Barba Corsini
Francisco Juan Barba Corsini (Tarragona, 1916 - Barcelona, 9 de marzo de 2008) fue un arquitecto español, titulado en 1943. Diplomado en Urbanismo por la Escuela Técnica Superior de Arquitectura de Barcelona, en 1966 fue nombrado profesor de proyectos de la misma.

## Biografía
Formado en el clasicismo académico, pronto se alejó de la arquitectura neoclásica imperante en el momento, influenciado por Walter Gropius, Kenzo Tange, Alvar Aalto o Mies Van der Rohe en sus viajes al extranjero, y optó por posturas funcionalistas y el uso de materiales y soluciones constructivas innovadoras. En 1945 abrió su propio estudio de arquitectura. Desde entonces se interesó especialmente por el bienestar de la vivienda, con soluciones sencillas y funcionales que no excluyesen el confort y el diseño, con un especial uso de materiales como el ladrillo. Fue un miembro activo dentro del Grupo R.
Entre sus obras más conocidas destacan varios edificios de viviendas en Barcelona, como el de la calle Tavern (1952-1954), el de la calle Montaner (1957-1958), el de la calle Balmes (1955), o el edificio Mitre de la calle Escoles Pies (1960). Otras obras suyas fueron la reforma del edificio de La Equitativa en Barcelona (1951-1956) o el Cine Victoria en Hospitalet de Llobregat (1961).
En 1953 remodeló el desván de la Casa Milà de Gaudí, donde creó trece apartamentos de alquiler, de estética moderna y alejados del proyecto gaudiniano. Para este proyecto diseñó una línea de mobiliario que denominó La Pedrera, en la que destacaban una lámpara de chapa perforada, una silla con estructura metálica y un banco curvilíneo. Sin embargo, tras la adquisición del edificio por Caixa Catalunya en 1996, este espacio fue restaurado según la concepción inicial de Gaudí, perdiéndose la obra de Barba Corsini.
Pese a haberse adscrito en un principio a la arquitectura funcionalista, no se dejó encorsetar por ningún estilo, defendiendo siempre la máxima libertad constructiva, como se denota en su proyecto de Binibeca (Menorca), un pueblo construido por entero de nueva planta en los años 1960, en el que se ciñó más a la tradición constructiva local que no al racionalismo arquitectónico.

Yo creo que la arquitectura ha de funcionar. Pero inmediatamente después debe emocionar.